# Odmar Pinheiro Braga
Odmar Pinheiro Braga (Recife, 8 de novembro de 1952) é um poeta sefaradi e maçom de Pernambuco, Brasil.
Bacharel em Direito pela Universidade Católica de Pernambuco , Poeta, Dramaturgo, Produtor Cultural, Conferencista. Idealizador, membro fundador e primeiro presidente da Associação Artística Cultural Plenarte, Membro efetivo da União Brasileira de Escritores (UBE Seção Pernambuco). Coordenador Executivo e Membro Fundador da Casa do Poeta Brasileiro /Seção Recife.
Participou das seguintes mostras poéticas: Art Marrane dans les Sertão,Paris – França, maio a setembro de 2003 ; I Encontro de Poetas do Paulista,Paulista – PE,1998 ; I Mostra Poética Sefaradi B’nai Anussim,Recife-PE,1997 ; A Arte no Tribunal, Recife - PE,1998 ; A Arte no Tribunal,Recife – PE,1997; A Arte no Tribunal 1996; I Mostra de Arte e Cultura da Cidade do Recife, Recife – PE,1998,(Curador de Literatura e Poeta expositor).

## Obras

### Poesia
- Lembranças
- Por debaixo da Alma
- Fogo de Lua & Outros Poemas
- Coletânea Poetas Del Mundo
- Rekodro de mis rekodros
- Viduy

### Teatro
- Poemas de Amor e Liberdade
- Os abutres também comem caviar
- Bruria